# Luca Biagini
Luca Biagini (Ville di Corsano, 3 ottobre 1949) è un attore e doppiatore italiano.

## Biografia
Nato il 3 ottobre 1949 a Ville di Corsano, frazione del comune di Monteroni d'Arbia, in provincia di Siena. Attivo fin dagli anni settanta in teatro, cinema e televisione, ha anche interpretato Giacomo Adler, il capo della setta degli Eletti nella quinta stagione della fiction R.I.S. - Delitti imperfetti ed Edoardo Della Rocca nella soap opera Centovetrine.
È il doppiatore principale di John Malkovich, Colin Firth, Hugo Weaving e Kevin Kline ed è stato scelto direttamente dall'attore inglese Hugh Laurie per sostituire Sergio Di Stefano (deceduto per un infarto), nel doppiaggio della serie televisiva Dr. House - Medical Division a partire dalla settima stagione e dal 2008 doppia anche John McCook nel ruolo di Eric Forrester in Beautiful, in sostituzione dello scomparso Oreste Rizzini.
Ha prestato la voce anche a Ed Harris, Stanley Tucci, William Hurt, Gabriel Byrne, J. K. Simmons, Stellan Skarsgård, Denzel Washington e Willem Dafoe in alcune significative interpretazioni, a Michael Keaton nella maggior parte dei suoi ruoli, fra cui quello di Bruce Wayne/Batman nel film omonimo e di Beetlejuice in Beetlejuice Beetlejuice, diretti entrambi da Tim Burton, e a Bruce Willis ne L'esercito delle 12 scimmie di Terry Gilliam, fra gli altri.
Tra gli altri attori doppiati figurano Arliss Howard nel ruolo del Soldato Cowboy in Full Metal Jacket, Billy Crystal in Forget Paris e Harry a pezzi, Quentin Tarantino ne Le iene, Stephen Lang in Avatar, Christian Bale in Vice - L'uomo nell'ombra, Tim Robbins ne I protagonisti di Robert Altman e F. Murray Abraham nel ruolo di Salieri nel ridoppiaggio del 2002 di Amadeus. Dal 1999 è il doppiatore ufficiale di Tigro della Disney, prendendo il posto di Gil Baroni. Per gli sceneggiati di Radio 2 ha interpretato personaggi come l'ispettore Ginko in Diabolik e l'inquisitore Nicolas Eymerich, perfino al personaggio di Megatron nella saga cinematografica Transformers.
È inoltre la voce della pubblicità del cioccolato Novi, dopo la morte di Cesare Barbetti. Dopo aver già ottenuto un Nastro d'argento per il doppiaggio di Billy Crystal in Forget Paris, nel luglio 2006 vince il premio Leggio d'oro voce maschile dell'anno. Nel 2013 interpreta il ruolo di Benito Mussolini nello spettacolo teatrale Operazione Quercia - Mussolini a Campo Imperatore di Pier Francesco Pingitore e nel 2015 recita nel musical Billy Elliot, in cui interpreta il padre del protagonista, mentre nell'autunno 2021 porta in scena a teatro, nella doppia veste di attore e produttore, Il cuore rivelatore, testo di Anthony Neilson ispirato all'omonimo racconto di Edgar Allan Poe.
Dal 2021 è la voce di Sam l'aquila nel ridoppiaggio del Muppet Show, in sostituzione di Michele Kalamera.

## Filmografia

### Cinema
- Sahara Cross, regia di Tonino Valerii (1977)
- Sbamm!, regia di Franco Abussi (1980)
- Teste di quoio, regia di Giorgio Capitani (1981)
- Vai avanti tu che mi vien da ridere, regia di Giorgio Capitani (1982)
- Il più lungo giorno, regia di Roberto Riviello (1998)
- Un anno in campagna, regia di Marco Di Tillo (2000)
- Padre Pio - Tra cielo e terra, regia di Giulio Base (2000)
- Ilaria Alpi - Il più crudele dei giorni, regia di Ferdinando Vicentini Orgnani (2003)
- Ecuba, regia di Giuliana Berlinguer e Irene Papas (2005)
- Per non dimenticarti, regia di Mariantonia Avati (2006)
- Femmine contro maschi, regia di Fausto Brizzi (2011)
- Nessuno mi può giudicare, regia di Massimiliano Bruno (2011)
- Un'insolita vendemmia, regia di Daniele Carnacina (2013)
- La madonna del parto e la leggenda della vera croce, regia di Alessandro Perrella (2014) – mediometraggio
- Bologna due agosto: I giorni della collera, regia di Giorgio Molteni e Daniele Santamaria Maurizio (2014)
- Metti una notte, regia di Cosimo Messeri (2017)
- La vacanza, regia di Enrico Iannaccone (2019)

### Televisione
- A torto e a ragione, regia di Edmo Fenoglio – miniserie TV (1979)
- L'inafferrabile Rainer (L'étrange monsieur Duvallier), regia di Victor Vicas – miniserie TV (1979)
- Don Luigi Sturzo, regia di Giovanni Fago – miniserie TV (1981)
- Il mistero del cortile, regia di Paolo Poeti – miniserie TV (1999)
- Caro domani, regia di Mariantonia Avati – soap opera (1999)
- Padre Pio - Tra cielo e terra, regia di Giulio Base – miniserie TV (2000)
- La guerra è finita, regia di Lodovico Gasparini – miniserie TV (2002)
- Maria Goretti, regia di Giulio Base – film TV (2003)
- L'uomo del vento, regia di Paolo Bianchini – film TV (2003)
- Don Matteo – serie TV, episodio 4x05 (2004)
- Centovetrine – soap opera (2005-2009, 2013)
- Chiara e Francesco, regia di Fabrizio Costa – miniserie TV (2007)
- R.I.S. - Delitti imperfetti 5, regia di Fabio Tagliavia – serie TV, 9 episodi (2009)
- Zodiaco - Il libro perduto, regia di Tonino Zangardi – miniserie TV (2012)
- Solo per amore, regia di Raffaele Mertes e Daniele Falleri – serie TV, 12 episodi (2015-2017)
- Sacrificio d'amore, regia di Marco Maccaferri e Daniele Carnacina – serie TV (2017-2018)
- Sopravvissuti, regia di Carmine Elia – serie TV (2022)

### Cortometraggi
- Zeldman, regia di Cosimo Messeri (2006)
- Questo è un paese per vecchi, regia di Paolo Scarlato (2011)
- L'attesa, regia di Giovanni Mezzedimi (2014)
- Una cenetta romantica, regia di Giovanni Mezzedimi (2017)
- Black Noir, regia di Gabriele Tacchi (2017)

## Teatro
- Come il signor Mockinpott fu liberato dei suoi tormenti, di Peter Weiss, regia di Valerio Valoriani (1973)
- La corte delle stalle e Alta Austria, di Franz Xaver Kroetz, regia di Valerio Valoriani (1975)
- Otello, di William Shakespeare, regia di Gabriele Lavia (1975)
- Accademia Ackermann, testo e regia di Giancarlo Sepe, Spoleto (1978)
- In Albis, testo e regia di Giancarlo Sepe, Spoleto (1978)
- Piccole donne, un musical, regia di Tonino Pulci (1979)
- Zio Vanja, di Anton Čechov, regia di Giancarlo Sepe (1980)
- Baraonda, di Marco Messeri, regia di Stefano Marcucci (1983)
- Dracula, di Mario Moretti, regia di Stefano Marcucci (1983)
- Scugnizza, operetta, regia di Filippo Crivelli (1983)
- Arriva l'Ispettore!, di Mario Moretti, regia di Stefano Marcucci (1984)
- Diario di una gatta, di Mario Moretti, regia di Giancarlo Sammartano (1985)
- Victor o bambini al potere, di Roger Vitrac, regia di Giancarlo Sepe, Spoleto (1985)
- La schiava d'Oriente, da Carlo Goldoni, adattamento e regia di Augusto Zucchi (1985)
- Joyselle, di Maurice Maeterlinck, regia di Rita Tamburi (1986)
- Cosa dove, di Samuel Beckett, regia di Giancarlo Sepe (1986)
- I parenti terribili, di Jean Cocteau, regia di Giancarlo Sepe (1987)
- Aiace di Sofocle, regia di Antonio Calenda, Teatro Greco di Siracusa (1988)
- Le nuvole, di Aristofane, regia di Giancarlo Sammartano (1988)
- Piccola Alice, di Edward Albee, regia di Cherif (1988)
- Via col vento - Un musical, regia di Massimo Cinque, Benevento (1989)
- Il diavolo curioso, di Corrado Alvaro, regia di Giancarlo Sammartano, Teatro Stabile di Calabria (1990)
- Curculio, di Plauto, regia di Giancarlo Sammartano, Teatro Greco di Siracusa (1991)
- Il drago, di Evgenij Schwarz, regia di Roberto De Simone (1991)
- Edipo re, di Sofocle, regia di Giancarlo Sepe, Teatro Greco di Siracusa (1992)
- Curculio e Truculento, di Plauto, regia di Sandro Massimini, Teatro Greco di Segesta (1993)
- La storia di Zazà, adattamento e regia di Giancarlo Sepe (1993)
- Acarnesi, di Aristofane, regia di Egisto Marcucci, Teatro Greco di Siracusa (1994)
- L'acqua cheta, operetta, regia di Sandro Massimini (1995)
- Il paese dei campanelli, regia di Sandro Massimini (1996)
- Il ciclope, di Euripide, regia di Giancarlo Sammartano, Teatro Greco di Siracusa (1996)
- Emilia Galotti, di Gotthold Ephraim Lessing, regia di Giancarlo Sepe (1997)
- La donna nell'armadio, di Ennio Flaiano, regia di Egisto Marcucci, Teatro Stabile d'Abruzzo (1997)
- A cena col diavolo (Le souper), di Jean-Claude Brisville, regia di Ennio Coltorti (1999)
- My Fair Lady, regia di Massimo Romeo Piparo (2000)
- La governante, di Vitaliano Brancati, regia di Walter Pagliaro, Teatro Stabile di Catania (2002)
- Andromaca, da Racine ed Euripide, regia di Mariano Rigillo (2002)
- Il ritratto di Dorian Gray, da Oscar Wilde, regia di Tato Russo (2002)
- Ecuba, di Euripide, regia di Irene Papas, Campus universitario di Tor Vergata (2003)
- Vestire gli ignudi, di Luigi Pirandello, regia di Walter Manfrè (2009)
- Quel venticinque luglio a Villa Torlonia, testo e regia di Pier Francesco Pingitore, Villa Torlonia di Roma (2010)
- La cena, di Giuseppe Manfridi, regia di Walter Manfré (2011)
- Antigone, di Sofocle, regia di Federico Vigorito (2011)
- Operazione Quercia - Mussolini a Campo Imperatore, testo e regia di Pier Francesco Pingitore, Teatro Stabile d'Abruzzo (2013)
- Billy Elliot the Musical, regia di Massimo Romeo Piparo, Teatro Sistina di Roma (2015)
- K - Festa di compleanno di Fedor Pavlovic Karamazov, testo e regia di Lauro Versari (2016)
- Scacco al duce, testo e regia di Pier Francesco Pingitore (2017)
- La ridicola notte di P., di Marco Berardi, regia Federico Vigorito (2018)
- Nerone vs Petronio, la cena segreta del Satyricon, testo e regia di Pier Francesco Pingitore (2018)
- Barry Lyndon (Il creatore di sogni), adattamento e regia di Giancarlo Sepe (2019)
- Il cuore rivelatore, di Anthony Neilson, regia di Federico Vigorito (2021)

## Radio
- Chi ha ucciso William Shakespeare? (1999), regia di Francesca Draghetti
- Sherlock Holmes: Uno studio in rosso (1999)
- Nicholas Eymerich ne La furia di Eymerich di Valerio Evangelisti, regia di Arturo Villone (Radio 2, 2001)
- Ginko in Diabolik - Il re del terrore (2002) e Diabolik: Senza maschera di Armando Traverso, regia di Arturo Villone (Radio 2, 2004)
- Conte Tukory e capitano del duello in Mata Hari, regia di Arturo Villone (Radio 2, 2003)

## Doppiaggio

### Film
- John Malkovich in Le relazioni pericolose, Attenti al ladro!, Gli occhi del delitto, Al di là delle nuvole, Con Air, Essere John Malkovich, RKO 281 - La vera storia di Quarto potere, Guida galattica per autostoppisti, Eragon, Burn After Reading - A prova di spia, Changeling, Mutant Chronicles - Il tempo dei mutanti, Un anno da ricordare, Jonah Hex, Red, Warm Bodies, Red 2, Zoolander 2, Deepwater - Inferno sull'oceano, Codice Unlocked, Matrimonio con l'ex, Bullet Head, Red Zone - 22 miglia di fuoco, Bird Box, Velvet Buzzsaw, Ted Bundy - Fascino criminale, Arkansas, Mindcage - Mente criminale, Opus - Venera la tua stella, I Fantastici 4 - gli inizi
- Colin Firth in Il paziente inglese, Un matrimonio all'inglese, Il discorso del re, La talpa, Gambit - Una truffa a regola d'arte, Il mondo di Arthur Newman, Devil's Knot - Fino a prova contraria, Le due vie del destino - The Railway Man, Kingsman - Secret Service, Genius, Kingsman - Il cerchio d'oro, Il mistero di Donald C., The Happy Prince - L'ultimo ritratto di Oscar Wilde, Supernova, L'arma dell'inganno - Operation Mincemeat, Secret Love, Bridget Jones - Un amore di ragazzo
- Kevin Kline in Giochi d'adulti, Dave - Presidente per un giorno, Anniversary Party, L'ultimo sogno, Il club degli imperatori, La Pantera Rosa, Radio America, As You Like It - Come vi piace, Un perfetto gentiluomo, The Conspirator, Amici, amanti e..., Darling Companion, Dove eravamo rimasti, La bella e la bestia
- Hugo Weaving in Priscilla - La regina del deserto, Camere e corridoi, Il Signore degli Anelli - La Compagnia dell'Anello, Il Signore degli Anelli - Le due torri, Il Signore degli Anelli - Il ritorno del re, Cloud Atlas, Lo Hobbit - Un viaggio inaspettato, Lo Hobbit - La battaglia delle cinque armate, The Renegade, Love Me, The Royal Hotel
- Ed Harris in The Abyss, La prossima vittima, The Hours, Buffalo Soldiers, Gone Baby Gone, Il mistero delle pagine perdute - National Treasure, Appaloosa, Oltre la legge, 40 carati, Snowpiercer, Sweetwater - Dolce vendetta, In Dubious Battle - Il coraggio degli ultimi, L'eccezione alla regola, Madre!, Geostorm, La figlia oscura, Top Gun: Maverick, Love Lies Bleeding
- Michael Keaton in Batman, Ciao Julia, sono Kevin, Jack Frost, Una teenager alla Casa Bianca, White Noise - Non ascoltate, Laureata... e adesso?, Need for Speed, Il caso Spotlight, The Founder, Spider-Man: Homecoming, American Assassin, Il processo ai Chicago 7, The Flash, La memoria dell'assassino, Beetlejuice Beetlejuice
- J. K. Simmons in Whiplash, La La Land, Boston - Caccia all'uomo, Renegades - Commando d'assalto, L'uomo di neve, Palm Springs - Vivi come se non ci fosse un domani, A proposito dei Ricardo, Un giorno da leone, Saturday Night, Uno Rosso, Giurato numero 2
- Stanley Tucci in The Terminal, Shall We Dance?, Slevin - Patto criminale, Disastro a Hollywood, Captain America - Il primo Vendicatore, Margin Call, La regola del silenzio - The Company You Keep, Il cacciatore di giganti, Velvet - Il prezzo dell'amore, Il quinto potere, A Private War, The Electric State
- William Hurt in Turista per caso, Fino alla fine del mondo,Un medico, un uomo, Giochi sporchi, La contessa, L'esecutore, Due cuori e una cucina, Storia d'inverno, La scomparsa di Eleanor Rigby, Race - Il colore della vittoria
- Gabriel Byrne in Tir-na-nog - È vietato portare cavalli in città, Il verdetto della paura, Nemico pubblico, Stigmate, Spider, P.S. Ti amo, Hereditary - Le radici del male
- Bruce Willis in L'esercito delle 12 scimmie, Codice Mercury, Ocean's Twelve, Poliziotti fuori - Due sbirri a piede libero, Una ragazza a Las Vegas, The Prince - Tempo di uccidere
- Frank Welker in Transformers, Transformers - La vendetta del caduto, Transformers 3, Transformers 4 - L'era dell'estinzione, Transformers - L'ultimo cavaliere
- Stellan Skarsgård in Passion of Mind, Amistad, L'ultimo inquisitore, Mamma mia!, Melancholia, Romeo and Juliet, Cenerentola, Mamma Mia! Ci risiamo
- Hugh Bonneville in Ladri di cadaveri - Burke & Hare, Monuments Men, Paddington, Paddington 2, Downton Abbey, Downton Abbey II - Una nuova era, Paddington in Perù
- Bill Nighy in Favole, Still Crazy, The Constant Gardener - La cospirazione, Marigold Hotel, Ritorno al Marigold Hotel, Omen - L'origine del presagio
- Willem Dafoe in La notte e il momento, Un segreto tra di noi, Anamorph - I ritratti del serial killer, Adam Resurrected, John Carter, The Lighthouse
- Daniel Auteuil in Il mio amico giardiniere, Il cecchino, Quasi nemici - L'importante è avere ragione, Remi, La belle époque, The New Toy
- Denzel Washington in Allarme rosso, Virtuality, Uno sguardo dal cielo, Attacco al potere, The Great Debaters - Il potere della parola
- Ciarán Hinds in Calendar Girls, Il petroliere, Corsa a Witch Mountain, Il rito, Ghost Rider - Spirito di vendetta
- Chris Cooper in The Bourne Identity, The Bourne Supremacy, Jarhead, The Kingdom, I segreti di Osage County
- Will Patton in Inseguiti, Copycat - Omicidi in serie, The Mothman Prophecies - Voci dall'ombra, A Mighty Heart - Un cuore grande, La notte del giudizio per sempre
- Hugh Laurie in I rubacchiotti, Maybe Baby, Scusa, mi piace tuo padre, Tomorrowland - Il mondo di domani
- Jean-Pierre Bacri in I sentimenti, Così fan tutti, Quello che gli uomini non dicono, Quando meno te l'aspetti, Il gusto degli altri
- Pruitt Taylor Vince in La vita a modo mio, 24 ore, Identità
- Ray Liotta in Smokin' Aces, Even Money, Son of No One, I molti santi del New Jersey
- Christopher Lambert in The Piano Player, Il giorno dell'ira, Ave, Cesare!, Sobibor - La grande fuga
- Kenneth Branagh in Swing Kids - Giovani ribelli, La generazione rubata, Marilyn
- Stephen Lang in Avatar, Conan the Barbarian, Un giorno questo dolore ti sarà utile, Avatar - La via dell'acqua, Avatar - Fuoco e cenere
- Bill Murray in The Limits of Control, A Royal Weekend, Sotto il cielo delle Hawaii, La trama fenicia
- Bruce Greenwood in 8 amici da salvare, Below, Io non sono qui
- Dylan Baker in La lunga strada verso casa, Rivelazioni, Selma - La strada per la libertà
- David Warshofsky in Lincoln, Now You See Me - I maghi del crimine, Now You See Me 2
- David Graf in Scuola di polizia, Scuola di polizia 2 - Prima missione
- Billy Crystal in Forget Paris, Harry a pezzi
- Colm Feore in Ignition - Dieci secondi alla fine, Chicago
- Michael Nyqvist in Mission: Impossible - Protocollo fantasma, Disconnect
- Alec Baldwin in Suburban Girl, La ragazza del mio migliore amico
- F. Murray Abraham in Amadeus (ridoppiaggio), My Father
- Jeffrey Wright in Syriana, Le idi di marzo
- Richard Schiff in Il mondo perduto - Jurassic Park, Kiss
- Rhys Ifans in Mr. Nice, Anonymous
- Christopher Walken in Uomini di parola, Una fragile armonia
- James Nesbitt in Match Point, So che ci sei
- Victor Garber in Big Game - Caccia al Presidente, Sicario, Annie - Cercasi genitori
- James Belushi in Dimenticare Palermo, Una doppia verità
- John Finn in Blown Away - Follia esplosiva, Ad Astra
- Kevin Dunn in Small Soldiers, Una famiglia vincente - King Richard
- Arliss Howard in Full Metal Jacket
- Judge Reinhold in Zandalee
- Scott Glenn in The Paperboy, Greenland
- Eric Stoltz in Killing Zoe
- Tony Goldwyn in Scegli il male minore
- Michael Ironside in The Alphabet Killer
- Harrison Ford in Una donna in carriera
- Jeremy Irons in Casanova
- Christian Bale in Vice - L'uomo nell'ombra
- Liam Neeson in Love Actually - L'amore davvero
- Alistair Petrie in Rogue One: A Star Wars Story
- Larry David in Basta che funzioni
- Chris Bauer in Money Monster - L'altra faccia del denaro
- Bille Brown ne Le cronache di Narnia - Il viaggio del veliero
- Nicholas Farrell in Grace di Monaco
- Graham McTavish in John Rambo
- Mackenzie Gray in L'uomo d'acciaio
- Quentin Tarantino in Le Iene
- William Hope in Aliens - Scontro finale
- Paxton Whitehead in A scuola con papà[4]
- James Eckhouse ne La voce dell'amore
- James Kidnie in Upside Down
- John Lone in L'uomo ombra
- Jack Scalia in End Game
- David Horovitch ne La carica dei 102 - Un nuovo colpo di coda
- William Petersen in Paura
- Nicholas Bell in Shine
- Frankie Avalon in Casinò
- Uwe Kockisch in Ruby Red
- James Murtaugh in Stanno tutti bene - Everybody's Fine
- Jonathan Hadary in Margaret
- Kevin Pollak in Il dottor Dolittle 2
- James Earl Jones in Star Wars - L'ascesa di Skywalker
- Eddie Izzard in L'assistente della star
- Pip Torrens in The Danish Girl
- Craig Stevenson in L'uomo senza sonno
- Zack Norman in Cadillac Man - Mister occasionissima
- Al Sapienza in Capone
- Grégoire Oestermann in Quasi amici - Intouchables
- Tim De Zarn in Quella casa nel bosco
- Bernard Le Coq in Capitan Conan
- Gerard McSorley in Le ceneri di Angela
- Jason Miller ne L'esorcista III
- Ercan Kesal in Le tre scimmie
- Stuart Milligan in Wonder Woman 1984
- Aleksej Maklakov in Major Grom - Il medico della peste
- Julius Tennon in Air - La storia del grande salto
- Damián Alcázar in Le cronache di Narnia - Il principe Caspian
- Oliver Jackson-Cohen in Emily
- Navid Negahban in Operazione Kandahar
- Pascal Greggory in Jeanne du Barry - La favorita del re
- Bouli Lanners in Nessuno deve sapere
- Gilbert Melki in Monsieur Ibrahim e i fiori del Corano
- Morgan Freeman in Muti - The Ritual Killer
- Stephen Tobolowsky in L'isola dell'ingiustizia - Alcatraz
- Grégory Gadebois in Un colpo di fortuna - Coup de chance
- Paul Raci in The Mother
- Jan Sælid in Sorella di neve
- Chris Corrigan in Itaca - Il ritorno

### Film d'animazione
- Tigro in Winnie the Pooh: Tempo di regali, T come Tigro... e tutti gli amici di Winnie the Pooh, Buon anno con Winnie the Pooh, Pimpi, piccolo grande eroe, Winnie the Pooh: Ro e la magia della primavera, Winnie the Pooh e gli Efelanti, Il primo Halloween da Efelante, Winnie the Pooh - Nuove avventure nel Bosco dei 100 Acri, Ritorno al Bosco dei 100 Acri
- Jake in Bianca e Bernie nella terra dei canguri
- Il Mago Schmendrick ne L'ultimo unicorno
- Kent Mansley ne Il gigante di ferro
- Zar Nicola II in Anastasia
- Ramses ne Il principe d'Egitto
- Bardack in Dragon Ball Z - Le origini del mito (primo doppiaggio)
- Molla in Casper - Il film
- Spadaccino magro in Barbie Raperonzolo
- Bianchino in Giù per il tubo
- Ray Liotta in Bee Movie
- Zartog in Space Chimps - Missione spaziale
- Andrè in Le avventure del topino Despereaux
- Kōtarō Aoki in Shinko e la magia millenaria
- Rat in Fantastic Mr. Fox
- Grimble in Il regno di Ga'Hoole - La leggenda dei guardiani
- Kennedy in Space Dogs
- Sammy in Sammy 2 - La grande fuga
- Pod in Arrietty - Il mondo segreto sotto il pavimento
- Clyde in Ralph Spaccatutto
- Principe Giovanni in Tom & Jerry e Robin Hood[5]
- Satomi in Si alza il vento
- Leonardo da Vinci in Mr. Peabody e Sherman
- Diderot in La gabbianella e il gatto[6]
- Re Mongkut del Siam in Il re ed io
- Akela ne Il libro della giungla
- Magra in Bianca & Grey
- Capitano Putty in Cip & Ciop agenti speciali
- Zeus in Sansone
- Jacob Marley in Scrooge - Canto di Natale
- Cavallo in Il bambino, la talpa, la volpe e il cavallo
- Re Topo ne Il prodigioso Maurice
- Eremita in Dove sono gli umani?
- Roald Amundsen in Titina
- Dr. Inganno in Arkie e la magia delle luci

### Serie televisive
- Hugh Laurie in Dr. House - Medical Division (st. 7-8), Veep - Vicepresidente incompetente, The Night Manager, Chance, Catch-22
- Richard Schiff in West Wing - Tutti gli uomini del Presidente (st. 1-5), Eli Stone, Criminal Minds: Suspect Behavior, The Good Doctor
- Stanley Tucci in 3 libbre, Fortitude, Feud, Citadel
- Christopher Cousins in Breaking Bad, Body of Proof, Designated Survivor
- J. K. Simmons in Law & Order - Unità vittime speciali (ep. 1x16), Golia, Notte stellata
- Stephen Lang in Terra Nova, Salem, Into the Badlands
- Bruce Greenwood in The River, American Crime Story
- Colm Feore in The Listener, The Umbrella Academy
- Giancarlo Esposito in The Mandalorian, Godfather of Harlem
- Treat Williams in Law & Order - Unità vittime speciali, Chicago Fire
- Pip Torrens in The Nevers, Nell - Rinnegata
- Bill Murray in Angie Tribeca, Vice Principals
- Alistair Petrie in Sex Education, Andor
- Jeremy Irons in Law & Order - Unità vittime speciali
- James Morrison in 24
- John Hurt in Doctor Who
- Hugh Bonneville in Downton Abbey
- Kelsey Grammer in Boss
- Carl Lumbly in Alias
- James Faulkner in Tribes of Europa
- Sean Pertwee in Gotham
- Matt Ross in Silicon Valley
- Henry Czerny in Revenge
- Will Patton in Falling Skies
- John McCook in Beautiful
- Jack Scalia in Sorveglianza ravvicinata
- Mehmet Öz in The Dr. Oz Show
- Hugo Speer in Skins
- Juan Fernández in Lontano da te
- John Malkovich in The New Pope, Ripley
- Simon Callow in Hawkeye
- Sting in Only Murders in the Building
- Christopher Shyer in The Night Agent
- Dylan Baker in Inside Man
- Michael Keaton in Dopesick - Dichiarazione di dipendenza
- Michael Cristofer in Fallout
- Matthieu Rozé in Panda
- Kevin Kline in Disclaimer - La vita perfetta
- Colin Firth in Lockerbie - Attentato sul volo Pan Am 103

### Serie animate
- Tigro ne Il libro di Pooh, I miei amici Tigro e Pooh
- Elton John, Declan Desmond (ep. 18.13), Steve Mobbs e Straccio ne I Simpson[7]
- Preside Shepherd (st. 13+), Jonathan (ep. 2.1), Rod Serling e Bill Murray ne I Griffin[8]
- Sam l'aquila in Muppet Show (ridoppiaggio 2021)
- Dioniso in C'era una volta... Pollon[9]
- Dart Fener in Star Wars Rebels
- Green Goblin in Ultimate Spider-Man
- Tom in Tom
- Voce narrante in Heidi
- Maestro Di Jelly in Noodle
- Teschio Rosso in Avengers Assemble
- Sebastian St. Clair in BoJack Horseman
- Dr. Byron Orpheus in The Venture Bros.
- Seki in Blue Eye Samurai
- Dr. Light in Secret Level

### Videogiochi
- Marcus Dixon in Alias (2004)[10]
- Elrond (Hugo Weaving) e voce narrante ne Il Signore degli Anelli: La conquista (2009)[11]
- TRON in Tron: Evolution (2010)[12]
- Tigro in Disneyland Adventures (2011)[13]
- Teschio Rosso e Norman Osborn/Green Goblin in Disney Infinity 2.0: Marvel Super Heroes (2014)
- Oz in Call of Duty: Advanced Warfare (2014)[14]
- Dart Fener in Disney Infinity 3.0 (2015)[15], LEGO Star Wars: Il risveglio della Forza (2016),[16] Star Wars: Jedi Fallen Order (2019)[17] e Star Wars Jedi: Survivor (2023)[18]
- Gyozen in Ghost of Tsushima (2020)[19]
- Kurt Hansen in Cyberpunk 2077 (2023)[20]
- Gorman in UFO Robot Goldrake: Il banchetto dei lupi (2023)[21]
- Orcal in Stellar Blade (2024)[22][23]
- Pizzaiolo in Death Stranding 2 (2025)[24]

## Riconoscimenti
- 1996 – Nastro d'argento al miglior doppiaggio per Forget Paris
- 2006 – Leggio d'oro voce maschile dell'anno
- 2016 – Festival del doppiaggio Voci nell'Ombra, Anello d'oro miglior voce maschile per Il caso Spotlight